# Campionati francesi di sci alpino 1984
I Campionati francesi di sci alpino 1984 si disputarono ad Auron, Isola 2000 e Valberg; furono assegnati i titoli di discesa libera, slalom gigante, slalom speciale e combinata, sia maschili sia femminili.

## Risultati
| Specialità      | Uomini         | Donne                       |
| --------------- | -------------- | --------------------------- |
| Discesa libera  | Michel Vion    | Marie-Cécile Gros-Gaudenier |
| Slalom gigante  | Yves Tavernier | Hélène Barbier              |
| Slalom speciale | Didier Bouvet  | Christelle Guignard         |
| Combinata       | Michel Canac   | Hélène Barbier              |